# واینلند
واینلند (انگلیسی: Vineland) رمانی به نویسندگی توماس پینچن است که نخستین بار در سال ۱۹۹۰ منتشر شد. این اثر از گونهٔ پسامدرنیسم است و در کالیفرنیای ایالات متحده در سال ۱۹۸۴، هم‌زمان با دور دوم ریاست‌جمهوری رونالد ریگان، روایت می‌شود. روایت رمان با استفاده از تکنیک بازگشت به گذشته از زبان شخصیت‌هایی شکل می‌گیرد که جوانی خود را در دههٔ ۱۹۶۰ گذرانده‌اند. این رمان، روح آزاد و سرکش آن دوران را به تصویر می‌کشد و هم‌زمان، ویژگی‌های «سرکوب فاشیستی نیکسونی» و جنگ با مواد مخدر را که در تقابل با آن قرار داشتند، بررسی می‌کند؛ و در نهایت، لغزش و دگرگونی‌های اجتماعی ایالات متحده را از دههٔ ۶۰ تا دههٔ ۸۰ میلادی تبیین می‌نماید.

## اقتباس
پل توماس اندرسن بارها از علاقهٔ خود به رمان واینلند و تمایلش برای اقتباس از آن سخن گفته است. در اوایل سال ۲۰۲۴، اندرسن فیلم‌برداری پروژه‌ای جدید را آغاز کرد که در آن لئوناردو دی‌کاپریو نقش شخصیتی را ایفا می‌کرد که برخی از طرفداران، آن را بازآفرینی شخصیت زوید ویلر دانستند. پس از نمایش آزمایشی فیلم، تأیید شد که این اثر اقتباسی آزاد از رمان واینلند است، با این تفاوت که در فضای معاصر روایت می‌شود. این فیلم که یک نبرد پس از دیگری نام دارد، قرار است در سپتامبر ۲۰۲۵ اکران شود.

## برای مطالعهٔ بیشتر
- ^  Pynchon, Thomas R. Vineland. (Boston: Little, Brown, 1990).
- ^  Rushdie, Salman. "Still Crazy After All Those Years", The New York Times January 14, 1990.
- ^  Geddes, Dan. "Pynchon's Vineland: The War On Drugs and the Coming American Police-State", The Satirist
- ^  Gordon, Andrew. "Smoking Dope with Thomas Pynchon: A Sixties Memoir بایگانی‌شده  در مه ۹, ۲۰۰۸ توسط Wayback Machine". The Vineland Papers: Critical Takes on Pynchon's Novel, ed. Geoffrey Green, Donald J. Greiner, and Larry McCaffery (Normal, IL: Dalkey Archive Press, 1994): 167–178.
- ^  Thoreen, David. "The President's Emergency War Powers And The Erosion Of Civil Liberties In Pynchon's Vineland", Oklahoma City University Law Review 24, No. 3 (1999).
- ^  John Diebold and Michael Goodwin: Babies of Wackiness, a "reader's guide to Vineland"